# 埃伯哈德采尔
埃伯哈德采尔是德国巴登-符腾堡州的一个市镇。总面积59.72平方公里，总人口4162人，其中男性2139人，女性2023人（2011年12月31日），人口密度70人/平方公里。